# The Sekhmet hypothesis
The Sekhmet Hypothesis po raz pierwszy została opublikowana przez Iaina Spence'a w 1995 roku. Hipoteza sugeruje możliwe powiązanie między wyłanianiem się młodzieżowych symboli kulturowych a cyklem słonecznym trwającym 11 lat. Hipoteza została ponownie opublikowana w 1997 roku w dzienniku Towards 2012 i w 1999 roku w magazynie Sleazenation.

## Pochodzenie hipotezy
Źródło hipotezy można znaleźć w książce Roberta Antona Wilsona Powstający Prometeusz, w której Wilson przedstawił osobliwą korelację pomiędzy symbolem dzieci kwiatów a stanem "przyjacielskiej słabości" (uległości). Spence poszerzył obserwacje o badania nad różnymi młodzieżowymi archetypami i połączył ich zachowanie z czterema atawistycznymi życiowymi skryptami. Na ideę łączenia popkultury z cyklami słonecznymi miał wpływ Peter J. Carroll w książce Psychonauta. Sekhmet to egipska bogini słońca.

## Wpływ na komiks
Autor Grant Morrison wykorzystał ideę w swojej serii Invisibles (1994–2000) i New X-Men (2001–2004). Morrison przedyskutował poglądy dotyczące hipotezy w swojej książce Supergods (2011), wymieniając zagadnienie jako inspirację dla historii Riot at Xavier's. Bohater historii, Kid Omega, wykazuje wrogie usposobienie i wymyka się spod kontroli co skutkuje zagrożeniem dla całego instytutu.
Robert Salkowitz przedyskutował hipotezę Sekhmet podczas panelu Comic-Con and the Business of Pop Culture, na którym kwestionował podejście Morrisona sugerując, że teoria pokoleniowa Straussa–Howe'a może lepiej wyjaśniać zachowania w popkulturze.